# Give It 2 Me
Give It 2 Me è una canzone della cantautrice statunitense Madonna. È il secondo singolo estratto dall'album Hard Candy, entrato nelle stazioni radiofoniche il 4 giugno 2008.

## Il brano
Give It 2 Me era stata originariamente prodotta da Timbaland, che insieme a Madonna aveva creato la sua versione demo, cioè Infinity (2:59) con testo più o meno uguale (specialmente le parti "Don't stop me now, don't need to..." e "Give me the bassline and I'll shake it, give me a record and I'll brake it..."), ma con melodia, ritmo e musica completamente diversi. Madonna affidò la canzone a Pharrell Williams, con cui la riscrisse, nel testo e nella musica, creando una canzone totalmente nuova.
Il brano, prodotto da Pharrell Williams, anche produttore di altre tracce dello stesso album nonché cantante di alcune strofe, è stato trasmesso dalle radio a partire dal 4 giugno 2008. Il DJ Paul Oakenfold ha realizzato un remix della canzone pubblicato nella versione per iTunes dell'album Hard Candy. Il 2 dicembre 2008 il brano ha ricevuto una nomination ai Grammy Awards nella categoria "Miglior singolo dance".
In Italia, in Regno Unito, in Argentina e in Spagna il singolo ha avuto maggior successo rispetto agli altri stati del mondo, venendo programmato frequentemente nelle radio e nei canali tv dei quattro paesi.
Sebbene il testo della canzone sembri riguardare il ballo ed il sesso, in realtà Madonna usa del sarcasmo per enfatizzare la longevità della sua carriera. Infatti il testo spiega che lei non vuole ritirarsi dalle scene, e che ha le forze per continuare così come esprime nel verso "Non fermatemi adesso, non ho bisogno di riprendere fiato, io posso andare avanti e avanti e avanti".

## Il video

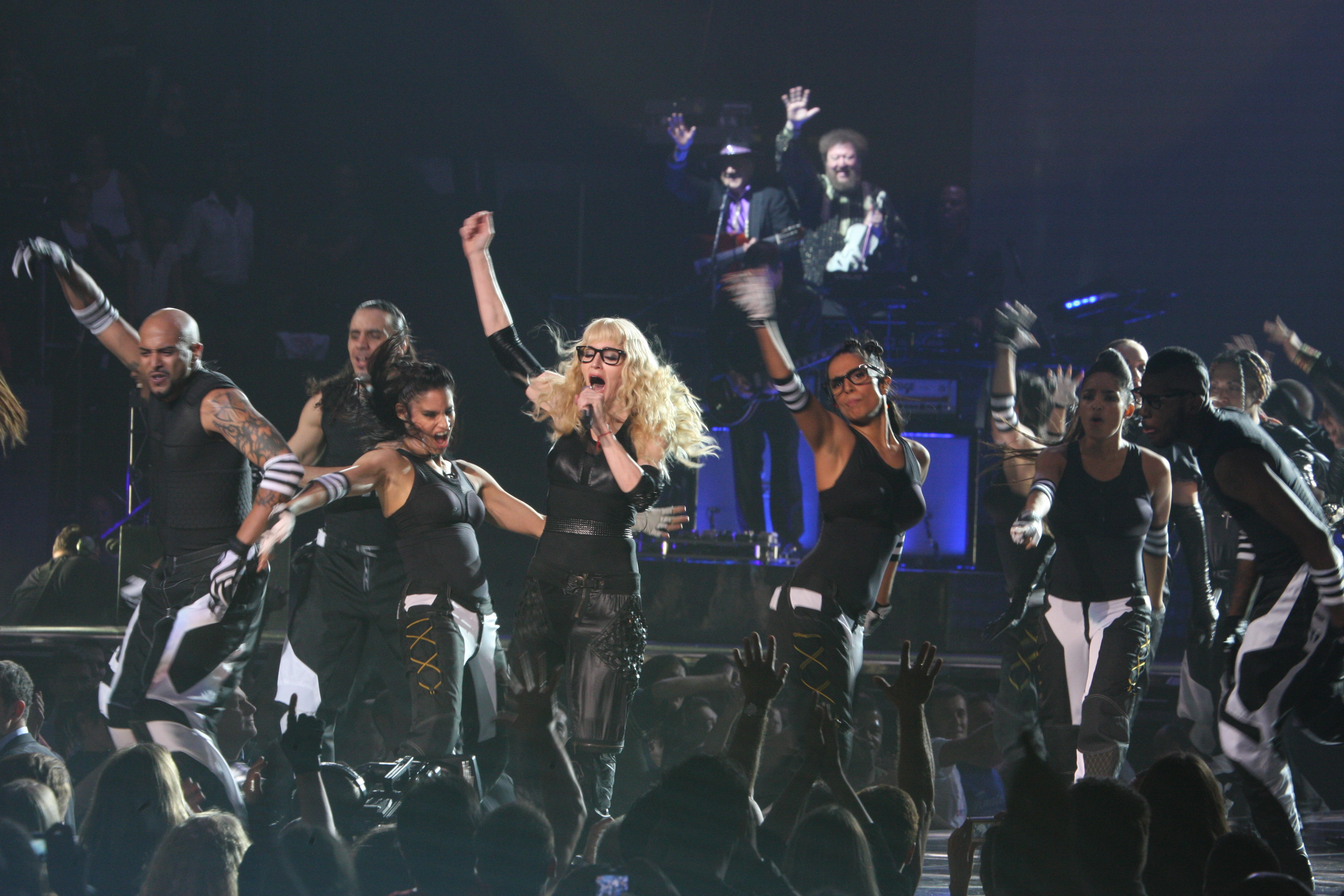
Madonna canta Give it 2 Me allo Sticky & Sweet Tour

Il video del brano, al quale partecipa anche Pharrell Williams, si apre con Madonna che fa alcuni esercizi di riscaldamento davanti ad uno specchio prima di iniziare a ballare.
Lo scenario del video rimanda al servizio fotografico realizzato da Tom Munro per la rivista Elle e pubblicato qualche mese prima dell'uscita del singolo, ed anche all'incipit del video di Hung Up.
Per tutta la durata del video Madonna indossa abiti succinti, disegnati per lei dallo stilista italiano Francesco Scognamiglio, che lasciano scoperte le gambe.
Alcuni fotogrammi del video sono stati utilizzati per la campagna pubblicitaria dello Sticky & Sweet Tour, il tour mondiale della cantante che promuove l'album Hard Candy.
Il video è uscito ufficialmente in rete il 4 giugno 2008 su Yahoo! e su AOL.

## Il singolo

### Tracce
UK CD 1
1. "Give It 2 Me" (Album Version) — 4:47
2. "Give It 2 Me" (Oakenfold Extended Mix) — 7:08

UK CD 2
1. "Give It 2 Me" (Album Version) — 4:47
2. "Give It 2 Me" (Oakenfold Drums In Mix) — 5:55
3. "Give It 2 Me" (Eddie Amador House Lovers Remix) — 7:56

US MAXI CD
1. "Fedde Le Grand Remix"  — 6:40
2. "Oakenfold Extended Remix"  — 6:59
3. "Oakenfold Drumx In Mix"  — 5:44
4. "Eddie Amador Club"  — 11:05
5. "Eddie Amador House Lovers Mix"  — 7:52
6. "Tong & Spoon Wonderland Mix"  — 7:35
7. "Jody den Broeder Club"  — 9:33
8. "Sly and Robbie Bongo Mix"  — 4:54

UK 12" Vinyl
(Picture Disc)
- A1. "Give It 2 Me" (Oakenfold Extended Mix) — 7:08
- A2. "Give It 2 Me" (Oakenfold Drums In Mix) — 5:55
- B1. "Give It 2 Me" (Eddie Amador Remix) — 11:11

Promotional Only Single
1. "Give It 2 Me" (Edit) — 4:02

## Esibizioni live

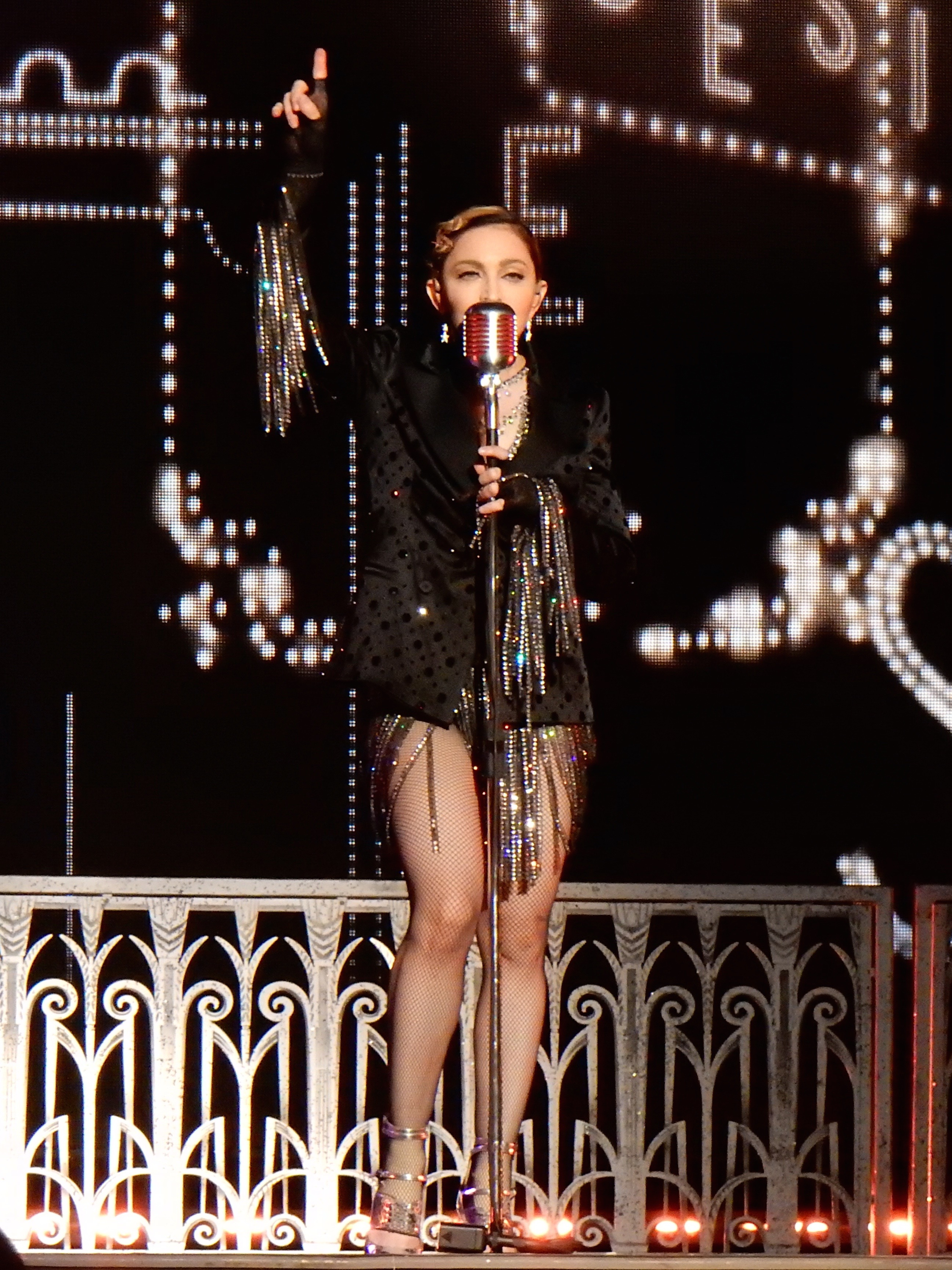
Madonna canta Music con un breve campionamento di Give It 2 Me durante il Rebel Heart Tour

Madonna eseguì Give It 2 Me come brano di chiusura dello Sticky & Sweet Tour nel 2008 e 2009. In seguito, nel 2012, venne inserito un campionamento del brano in Girl Gone Wild e in Celebration per l'MDNA Tour mentre nel 2015 ne venne inserito un altro in Music per il Rebel Heart Tour.

## Get Stupid
Per lo Sticky & Sweet Tour, fu creato, come video interludio per introdurre l’ultimo atto dello show, Get Stupid Medley, ovvero un mix tra: Voices, Beat Goes On, Give It 2 Me e 4 Minutes. Il medley parte con la stessa introduzione di Voices (Who is the master and who is the slave?) cantata da una voce robotica per poi proseguire con il ticchettio cantato da Madonna proveniente da 4 Minutes. Nel primo pezzo della canzone la base musicale è quella di Give It 2 Me che si incontra nel pezzo “Get stupid, don’t stop it” mentre il testo è alternato tra quello di Give It 2 Me (Get stupid, don’t stop it...) e quello di Beat Goes On (Get up, it’s time, your life, your world...). Verso metà canzone c’è una specie di stacco con degli applausi, dopo questi ultimi la base musicale cambia diventando quella di Beat Goes On per poi finire con il ticchettio tipico di 4 Minutes.
La canzone parla del materialismo e di vari atti dannosi per la società odierna e Madonna, sulle parole di Beat Goes On, consiglia di agire perché il mondo ha il tempo contato.
Il video mostra Madonna vestita di nero, con orologio tascabile e capelli raccolti. Mentre la cantante canta e balla si alternano immagini raffiguranti disboscamenti, povertà, animali morti,guerre e alcuni personaggi politici ritenuti da lei nocive per la società (tra cui personaggi noti come Adolf Hitler).
Il video ufficiale fu pubblicato sul canale YouTube della cantante il 16 settembre 2008.

## Classifiche
| Classifica (2008) | Posizione massima |
| ----------------- | ----------------- |
| Australia         | 23                |
| Austria           | 10                |
| Belgio (Fiandre)  | 3                 |
| Belgio (Vallonia) | 3                 |
| Brasile           | 1                 |
| Canada            | 8                 |
| Cile              | 1                 |
| Danimarca         | 4                 |
| Ecuador           | 6                 |
| Finlandia         | 2                 |
| Francia           | 5                 |
| Germania          | 8                 |
| Irlanda           | 10                |
| Italia            | 3                 |
| Norvegia          | 16                |
| Paesi Bassi       | 3                 |
| Regno Unito       | 7                 |
| Russia            | 2                 |
| Spagna            | 1                 |
| Stati Uniti       | 57                |
| Svezia            | 13                |
| Svizzera          | 4                 |
| Turchia           | 1                 |
| Ungheria          | 2                 |